# Forcipomyia longicauda
Forcipomyia longicauda är en tvåvingeart som först beskrevs av Yu 1997.  Forcipomyia longicauda ingår i släktet Forcipomyia och familjen svidknott. Inga underarter finns listade i Catalogue of Life.